# Racine crustale

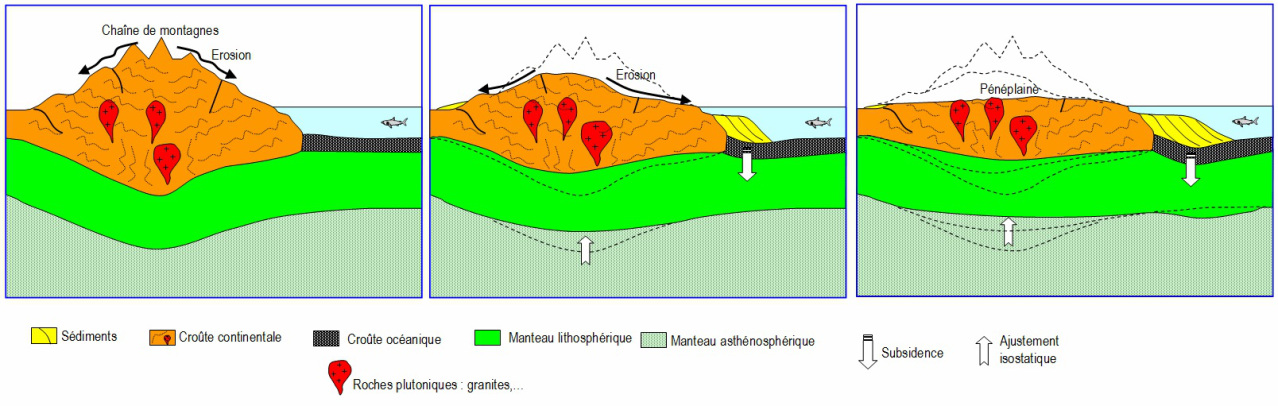
Une chaîne de hautes montages (orogène récent) est une anomalie à la surface du globe. « Colosse au cœur tendre », elle disparaît vite à l'échelle des temps géologiques. Son démantèlement en quelques dizaines de millions d'années résulte de processus érosifs faisant remonter sa racine crustale, et surtout d'un processus thermique (réchauffement et ramollissement de la croûte terrestre) et tectonique (effondrement gravitaire tardi-orogénique).

Coupe géologique actuelle des Pyrénées centrales : l'orogenèse entraîne la formation d'une pile d'écailles crustales qui provoquent l'épaississement de la croûte, créant ainsi la racine crustale (une petite portion de cette racine correspond aujourd'hui au socle cristallin de la chaîne pyrénéenne). Elle entraîne aussi la surrection des couches sédimentaires profondes, leur déformation et leur plissement (cette couverture sédimentaire recouvre le socle). L'érosion pendant 40 millions d'années enlève les couches les plus surélevées (traits en pointillés).

Une racine crustale, appelée aussi racine orogénique, est l'épaississement en profondeur de la croûte continentale. Cet épaississement est dû à des phénomènes de surface qui apparaissent dans les orogènes liés à une convergence de plaques (subduction, collision continentale). Lors d'un cycle orogénique, l'érosion des reliefs entraîne un réajustement isostatique, à l'origine de la remontée de la racine crustale des chaînes de montagnes.
À l'inverse de cet épaississement crustal, une zone locale en extension conduit à l'amincissement crustal, lié au fonctionnement de failles décrochantes (bassin en pull-apart), normales (vallée du rift) ou à la remontée du manteau asthénosphérique chaud (bombement thermique qui induit la formation des épaules du rift et une décompression adiabatique des péridotites responsable de la fusion partielle du manteau). Ces mécanismes d'amincissement lithosphérique sont à l'origine de la formation de bassins d'étirement (bassins sédimentaires qui jouxtent nécessairement des secteurs montagneux, depuis lesquels les produits de l'érosion sont transportés) et de roches caractéristiques issus du magma produit (tholéiitique). La cristallisation de ce magma permet typiquement la mise en place des gabbros (refroidissement lent en profondeur), son injection vers la surface forme des filons de dolérite (refroidissement rapide en profondeur) et son épanchement des basaltes (refroidissement très rapide en surface).

## Épaississement crustal

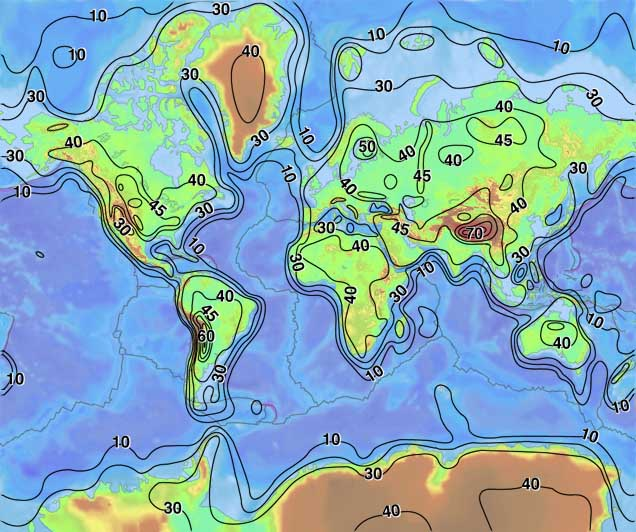
Épaisseur de la croûte terrestre en km.

Plusieurs processus sont à l'origine de la surrection de la surface terrestre. Le plus « efficace » et spectaculaire est l'épaississement de la lithosphère, consécutif à la tectonique des plaques, en particulier dans une chaîne de hautes montages (orogène récent) qui résulte de la convergence de plaques. Les géophysiciens y observent un épaississement de la croûte continentale en surface et en profondeur, donnant respectivement un relief montagneux et une racine crustale. Le relief, la partie « aérienne » de l'orogène, n'est que la portion visible de l'« iceberg » crustal ; l'« anti-relief », la racine, a un volume en moyenne cinq fois supérieur.
Dans les chaînes de subduction, l'épaississement résulte de l'accrétion magmatique (addition de magmas calco-alcalins issus de la fusion partielle du manteau de la plaque subductée) qui fait gonfler la racine crustale et alimente les volcans montagneux.
Dans les chaînes de collision, le raccourcissement horizontal est accommodé par des structures compressibles (nappes de charriages, chevauchements, failles inverses, plis, superposition d'écailles de croûte). Ces phénomènes ont pour effet un empilement en surface qui donne naissance à un relief positif, assimilable à des montagnes. Par compensation isostatique, plus le relief est important, plus la racine crustale prend du volume.

## Cycle orogénique
Au cours d'une orogenèse, l'érosion arase les reliefs montagneux et entraîne un réajustement isostatique qui provoque la remontée de la racine crustale sous l'effet de la poussée d'Archimède exercée par l'asthénosphère (comme un bateau qu'on décharge). 
À la fin de l'orogenèse de collision, l’épaississement crustal a généralement pour conséquence d’élever le géotherme, principalement à cause de la production de chaleur par désintégration radioactive des éléments  radiogéniques (uranium, thorium) concentrés dans la croûte continentale (production d'autant plus importante que la croûte est épaisse, cette croûte pouvant rester ainsi partiellement fondue pendant plus de 100 millions d'années, et même demeurer à plus de 500°C). Cette anomalie thermique se traduit par des transformations métamorphiques, la fusion crustale (fusion partielle favorisée par une abondance de fluides), ce qui produit des migmatites et des granites alumineux.

Parallèlement, les forces tectoniques de convergence associées à la collision, ne compensent plus les forces gravitaires : le réchauffement et le ramollissement de la croûte (le cœur du camembert) est devenu suffisant pour que le poids des reliefs formés induit l'effondrement gravitaire (en) (étalement latéral comme le ferait un camembert « bien fait » sorti de sa boîte, le ramollissement et la déformation mécanique étant déterminés par la rigidité flexurale de la lithosphère) et la poursuite de la remontée de la racine crustale. L'exhumation et la résorption de la racine résulte ainsi de différents processus : modèle du processus érosif, modèle du processus thermique et tectonique, modèle de l'effondrement orogénique (en) qui conduisent à la formation de bassins tardi-orogéniques de type Basin and Range. Le nivellement rapide des reliefs (en quelques dizaines de millions d'années, temps court au niveau du temps géologique) réduit ainsi la chaîne de montagne à l'état de pénéplaine et redonne son épaisseur normale (environ 30 km) à la croûte continentale. Dans une chaîne de collision évoluée, le desépaississement crustal et l'étalement gravitaire succèdent ainsi à l'épaississement crustal et à l'orogenèse en compression
Au cœur des chaînes de collision, la formation de bassins sédimentaires post-épaississement est liée au désépaississement crustal. La racine trop chaude perd sa résistance et s'étale, ce qui entraîne un étirement froid de la croûte supérieure, lequel est à l'origine de l'ouverture de bassins intracontinentaux limités par des failles normales ductiles.